# Kontovathkia
Kontovathkia (griechisch Κοντοβάθκια) ist ein Stadtteil der Gemeinde und Stadt Mesa Gitonia im Bezirk Limassol auf Zypern.

## Geografie

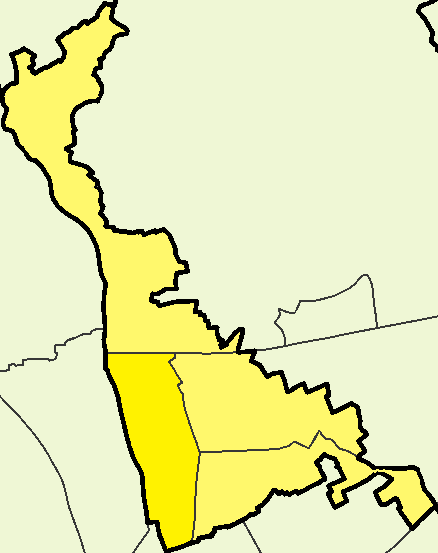
Lage in Mesa Gitonia

Kontovathkia ist der südlichste Stadtteil von Mesa Gitonia und liegt größtenteils im Westen der Gemeinde. Im Süden und Westen grenzt es an Limassol, im Osten an Chalkoutsa und Timios Prodromos und im Norden an Panthea. An der Grenze im Norden des Stadtteils verläuft die A1, die von Kontovathkia nach Osten und Westen verläuft. An der Grenze zum Westen verläuft der Fluss Garyllis.

## Bevölkerung
Bei der letzten Bevölkerungszählung im Jahr 2011 wurden 3.948 Einwohner in Kontovathkia gezählt, und in Mesa Gitonia insgesamt 14.477.